# Mercadão de Madureira
Mercadão de Madureira, também conhecido simplesmente como Mercadão ou Grande Mercado de Madureira, é um mercado popular localizado no bairro de Madureira na Zona Norte do Rio de Janeiro, se situa entre a Avenida Ministro Edgar Romero (entrada principal) e a Rua Conselheiro Galvão, é o maior da cidade e um dos maiores da América Latina tendo 16 galerias e mais de 580 lojas.
O mercado popular que começou como feira agrícola em 1914, e desde 1959 quando o então presidente Juscelino Kubitschek inaugurou o Grande Mercado de Madureira se estabeleceu como principal polo comercial da Zona Norte, que passou a ser chamado popularmente de Mercadão. Recebeu recentemente o título de Patrimônio Cultural do Povo Carioca.

## História
O Mercadão de Madureira, localizado onde hoje em dia se encontra, data o ano de 1959. Entretanto, esse mundo de mercadorias surgiu um pouco antes, em outro lugar. Em 1914, o futuro Mercadão foi inaugurado como uma pequena feira livre, um ponto de venda de produtos agropecuários. Essa feira ficava onde é hoje a quadra do Império Serrano.
Quinze anos mais tarde, em 1929, uma obra de ampliação fez com que a feira livre se tornasse o maior centro de distribuição de alimentos do subúrbio. Duas décadas depois, em 1949, foram construídos mais 26 boxes para distribuição direta de mercadorias dos produtores a população.
No dia 18 de dezembro de 1959, com a presença do presidente Juscelino Kubitscheck, foi inaugurado no local onde até hoje se encontra, o Mercadão de Madureira, como passou a ser chamado.

### Incêndio
Houve um grande incêndio em 2000, e houve o risco de ser o fim do Mercadão de Madureira, o local passou por uma grande reforma de modernização, em 5 de outubro de 2001, o Mercadão de Madureira reabriu as portas ganhando mais espaço entre seus corredores, escadas rolantes e um sistema de ar condicionado. Foram mais trunfos para quem já oferecia preços baixos e ganhou conforto e segurança.

## Na literatura
- Um trecho do romance O Grande Dia, do escritor suíço Pierre Cormon (2024), se passa no Mercadão de Madureira. [8]